# Carla De Benedetti
Carla De Benedetti (Milano, 16 agosto 1932 – Sarasota, 22 novembre 2013) è stata una fotografa di interni e fotoreporter italiana.

## Biografia
La madre, Susanna Teglio, nasce vicino a Lione, in Francia. Il padre, Arrigo De Benedetti, è ingegnere e presta servizio come Capitano nell'artiglieria italiana durante la prima guerra mondiale. Allieva di Ernesto Nathan Rogers, studia architettura al Politecnico di Milano e poi fotografia alla Kunstgewerbeschule (oggi Università delle Arti) di Zurigo, in Svizzera. Questa duplice esperienza le permette di fondere le conoscenze relative alla progettazione architettonica a quelle delle tecniche fotografiche. Negli anni '60 la fotografia di architettura d'interni in Europa costituisce una attività svolta perlopiù a fotografi maschi. Di lei un ex direttore del periodico italiano Casa Vogue scrive:
Fonda il suo studio indipendente in Via della Spiga, a Milano. La sua fama cresce assieme a uno spiccato occhio critico, individuando una propria etica lavorativa che avrebbe seguito per il resto della sua carriera. Si occupa della fotografia d'architettura d'interni per circa 9 mesi all'anno e i mesi restanti viaggia per il mondo concentrandosi su paesi non occidentali e sulle loro culture. Negli anni '60 e '70 trascorre un periodo in Centro e Sud America, luoghi in cui lavora come giornalista del Black Panther Party per una rivista messicana. In contemporanea collabora con una grande varietà di architetti principalmente italiani: Gae Aulenti, BBPR, Marcel Breuer, Luigi Caccia Dominioni, Joe Colombo, Vico Magistretti, Bruno Sacchi.
Nel decennio successivo il suo studio acquisisce toni più internazionali, lavorando con architetti dal calibro di Cini Boeri, Ricardo Bofill, Oriol Bohigas, Richard Meier, Renzo Mongiardino.  La sua arte diventa fonte di ispirazione per una nuova generazione di architetti e designer, composta da Guido Canella, Giovanni Michelucci, Piero Pinto, Ettore Sottsass.
Negli ultimi vent'anni, lavora prevalentemente agli interni e pubblica i propri lavori su un numero sempre più ampio di riviste, come Abitare, Domus e Vogue.

## UNESCO e Africa
A metà degli anni '70 e '80 il focus della sua ricerca si sposta in Africa, in particolare in Africa occidentale. Nel 1985, durante una visita in Nigeria, incontra Barry Hallen, allora professore all'Università di Ife, presente lì per studiare le culture autoctone; si sposano l'anno successivo, e insieme ampliano orizzonti comuni, fondendo la ricerca culturale con la fotografia.
Nel 1988 i coniugi sono stati nominati co-direttori del Crocevie del Sud: Vie di Commercio e Cultura attraverso l’Africa Occidentale e il Primo Sudan, un progetto associato dell'UNESCO di Studio Integrale delle Vie della Seta. Questo nuovo legame con l'UNESCO permette ai due di proseguire con la ricerca culturale in Africa occidentale e orientale, ricerca che lascerà a lei un archivio fotografico di notevole importanza. Il suo talento e le sue abilità di fotografa professionista le hanno permesso di conservare e raffigurare le culture dell'Africa in modo straordinario e unico. Le foto scattate in quei luoghi oggi costituiscono una parte importante degli archivi dello Studio De Benedetti, che promuove il patrimonio artistico della fotografa italiana.
Lo stile di De Benedetti si è contraddistinto per grande attenzione alla profondità degli spazi, alla scelta sempre raffinata e sapiente dei colori, alle geometrie intriganti, senza dimenticare la dimensione privata e intima di cui spesso è priva la fotografia d'interni, non cedendo ai facili compiacimenti di un banale folclore mondano.

## Libri con sue fotografie
- Caterina Romaniello, Le fotografie di Carla De Benedetti. Interni '70, Introduzione di Giovanni Odoni, Londra, Verbavolant, 2008. nuova edizione  Catherine Romaniello, Interiors '70: La fotografia di Carla De Benedetti, Londra, Verbavolantedizioni, 2011, ISBN 9781905216192.
- 2010. La pietra & la pace : conversazione milanese,  a cura di Carla Venosta,  foto di Carla De Benedetti, Milano, Electa, 2010. ISBN 9788837076504
- 2007. Carla Venosta architetto e designer. Italia: Mondadori/Electa. ISBN 9788837058982
- 2006. I Maestri Comacini. Italia: Libri Scheiwiller Srl. ISBN 9788876444487
- 2000. Roberto Menghi. Italia: Eletta. ISBN 9788843578191
- 1999. Il Sacro Monte di Ossuccio. Italia: Giorgio Mondadori. ISBN 9788837414955
- 1996. Gae Aulenti. Milano, Italia: Rizzoli. ISBN 9788817243926
- 1992. Case mediterranee: Italia. Spagna: Gili. ISBN 9788425215247
- 1993. Gae Aulenti: Architettura del Museo. Milano, Italia: Edizioni Tecno.
- 1990. Abitare Italia; Design per l'abitare italiano. Italia: Fabbri; USA: Rizzoli; Regno Unito: Tauris Parke.ISBN 9780847811915
- 1990. Est-Ovest-Est, Piero Pinto. Milano, Italia: SKIRA. ISBN 9798881189334
- 1989. Sint. Helsinki: Museo d'Arte Contemporanea. ISBN 9789529004423
- 1988. Dante Benini. Italia: Mondadori.ISBN 9788804309444
- 1985. Stili di vita: il meglio di Casa Vogue. Regno Unito: Tamigi e Hudson.ISBN 9780500013380
- 1976. L'architettura di Luis Barragan. New York: Il Museo di Arte Moderna. ISBN 9780870702334
- Italian Living Design by Giuseppe Raimondi, Raimondi, Carla De Benedetti, Milano, Rizzoli International Publications, 1990 ISBN 9780847811915
- Una casa scolpita nel polistirolo, «Casa Vogue», 3, dicembre 1969, pp. 70-75.
- G. Corsini, Dove vive e lavora Nanda Vigo, «Casa Vogue», 64, dicembre 1976, pp. 136-139.

## Foto di interni in riviste
- 2008. "Tra Oriente e Occidente: Una Piccola Chiesa a Venezia [Between East and West: A Small Church in Venice] (P. Pinto)," Casamica 12: 88–95.
- 2007. "Un Documento del Moderno: Villa K2 [A Modern Document: Villa K2] (C. Mollino)," in Casamica 6: 107–110.
- 2006. "Piazza-Museo [Museum with Piazza] (R. Piano; the High Museum, Atlanta, GA)," Casamica :89-94.
- 2005. "Pietra Antica [Ancient Stone] (B. Sacchi)," Casamica n. 5: 170–75.
- 2005. "Libri & Progetto [Books and Project] (R. Meier)," Casamica n. 11: 20–27.
- 2004. "Una Casa Transparente a Lagos, Nigeria [A House that is Transparent at Lagos, Nigeria] (E. & A. Davies)," Casamica n. 3: 116–23.
- 2004. "Anni 60 [The Sixties] (F. Albini, F. Helg, A. Jacober, V. Porcelli, J. Colombo, L. Fiori, C. Ruggeri, C. Venosta, M. Pietrantoni, A. Seassaro)"; "Anni 70 [The Seventies] (J. Colombo, W. Rizzo, E. Sottsass, N. Vigo)"; "Anni 80 [The Eighties] (G. Borgese, G. Aulenti)," Casamica 7/8: 102–130.
- 2004. "Una Casa per Lavorare [A Home for Work] (Enzo Mari)," Casamica n. 1/2: 76–84.
- 2003. "Il Moderno in un Castello [Modernity in a Castle] (A. Bruno)," Casamica n. 7/8: 98-105.
- 2003. "Una storia Milanese [A Story of Milan]," Casamica n.1/2
- 2002. "Interni a Misura d'Uomo [Interiors Made for Men] (P. Pinto & B. Modenese)," Casamica Collection n.1: 16–25.
- 1995. "Tecnologia vernacolare [Vernacular Technology] (Marc Held)," VilleGiardini 306 (Settembre): 74–79.
- 1992. "Il Cuore Freddo dell'Avantgarde [The Cold Heart of the Avant-garde] (R. Meier)," VilleGiardini 274 (Ottobre): 48–53.
- 1991. "Interni per Signora [An Interior Designed for a Lady] (A. Giorgi)," Casa Vogue 226: 48–59.
- 1991. "Franco Maria Ricci," Casaviva XIX, n. 205: 131–37.
- 1986. "Una casa-finestra [A House as Window] (G. Aulenti)," Casa Vogue 180: 132–35.
- 1985. "Gae Aulenti: Renaissance," Vogue (May): 320–325.
- 1985. "Restructuration de Musee National d’Art Moderne, Centre Georges Pompidou, Paris [Restructuring the Museum of Modern Art, Pompidou Center, Paris] (G. Aulenti, P. Castiglioni, J. Rota)," Architecture d’Aujord hui (AA) 240 (September ): 26–31.
- 1984. "Le high-tech en état de grace [High-Tech in a State of Grace] (T. Cordero)," Maison Française 382 (Novembre): 108–113.
- 1984. "Un sistema puntiforme: I muri forati di Gae Aulenti [A Point-Like System: the Perforated Walls of Gae Aulenti]," Casa Vogue 155: 278–89.
- 1983. "A Parigi, lo studio di un personaggio della moda: l’antro grigio del sapere [In Paris, the Studio of a Fashionable Personality: the Grey Cave of Knowledge] (Karl Lagerfeld)," Casa Vogue 138: 112–117.
- 1982. "Cor-ten Castle Rises from a Pond in a Verdant Paris Suburb (Marc Held)," AIA Journal 71, no. 10: 91–95.
- 1982. "Il castello di Marco Simone dove vive e lavora Laura Biagiotti [The Castle Marco Simone where Laura Biogiotti Lives and Works] (P. Pinto)," Casa Vogue 133: 318–37.
- 1982. "Il luogo ritrovato [A Place Rediscovered] (T. Cordero)," Harpers Gran Bazaar-Italia 5/6: 154–65.
- 1982. "Ville di Vico Magistretti [Villas by Vico Magistretti]," VilleGiardini (Dicembre): 10–19.
- 1982. "A Milano: La Galleria [The Milan Galleria] (G. Mengoni)," Abitare 201: 70–79.
- 1981. "Progettare un interno [Designing an Interior] (C. Dini)," Abitare 199/52: 59–64.
- 1981. "La brique en tout et pour tout [The Brick in Everything and for Everything] (G. Aulenti)," Maison Francaise 349: 100–104.
- 1980. "Avantgarde aus New York [The Avant-garde of New York] (R. Meier)," Architektur & Wohnen 4: 37–42.
- 1978. "Era un cementificio la visionaria casa-studio di Bofill [Bofill's Ingenious Home-Studio was a Cement Factory] (R. Bofill)," Casa Vogue 88: 172–77.
- 1975. "Linee orizzontali nella Bassa Emiliana [Horizontal Lines in Bassa Emiliana] (G. Aulenti)," Casa Vogue 50: 136–42.
- 1975. "Marmi, argenti, bronzi, all'ombra del Borromini [Marble, Silver, and Bronze in the Shadow of Borromini] (M. Chiari)," Casa Vogue 51: 40–45.
- 1972. "Emilio Pucci's Wide Grass-Terrace World (G. Aulenti)," House & Garden 268 (April): 158–60.
- 1972. "Una Casa che non Esiste [A House that Doesn't Exist] (Nanda Vigo)," Domus 507 (Febbraio): 25–32.
- 1971. "Nero da negativo nell'abitazione di un fotografo e di un'attrice [Negative Black in the Home of a Photographer and an Actress] (W. Rizzo and Elsa Martinelli)," Casa Vogue 6: 28–31.
- 1970. "L'Architetto una scelta difficile [The Architect Has a Difficult Choice to Make] (Griffini & Montagni)," Abitare 91 (Dicembre): 16–19.
- 1969. "Recuperato un vecchio rudere in un villaggio della normandia [An Old Ruin in a Normandy Village is Reclaimed] (Alain Richard)," Abitare 74: 22–27.
- 1968. "Casa Coggi [The Coggi House] (J. Colombo)," Abitare 70: 5–7.
- 1968. "I muri di Luis Barragan [The Walls of Luis Barragan]," Domus 468 (Novembre): 2–4.
- 1968. "Per genitori e figli due settori separate ma unificati da un identico trattamento cromatico [For Parents and Children, Two Separate Spaces but United by Color] (Cini Boeri)," Abitare 62 (January–February): 7-15 + 28.
- 1966. "From Italy with Love and Splendor (BBPR)," Interiors CXXV, no. 10: 104–15.
- 1964. "Sistematzione dell’attico in un condominio ‘qualunque [Refurbishing an Attic in a Condominium] (V. Gregotti)," Abitare 31: 32–37.
- 1964. "Ampliamento e sistemazione di una villa sul lago [Expanding and Refurbishing a Villa on a Lake] (F. Mazzucchelli)," Abitare 28: 20–27.